# Eparchie vyksunská
Eparchie Vyksa je eparchie ruské pravoslavné církve nacházející se v Rusku.

## Území a titul biskupa
Zahrnuje správní hranice území Ardatovského, Vačského, Vozněsenského, Volodarského, Vyksunského, Kulebackého, Navašinského, Pavlovského, Sosnovského a Čkalovského rajónu Nižněnovgorodské oblasti.
Eparchiálnímu biskupovi náleží titul biskup vyksunský a pavlovský.

## Historie
Eparchie byla zřízena rozhodnutím Svatého synodu dne 15. března 2012 oddělením od nižněnovgorodské eparchie. Byla zahrnuta do nově vzniklé nižněnovgorodské metropole.

## Seznam biskupů
- 2012–2024 Varnava (Baranov)
- od 2024 Gedeon (Hubka)